# عبلة طه
عبلة طه هي ناشطة ومناضلة فلسطينية ولدت في الخليل، أنهت المرحلة الثانوية من المدرسة المأمونية الثانوية في القدس. كانت عضواً في المجلس الوطني الفلسطيني.

## سيرتها
التحقت بحركة القوميين العرب عام 1962، خلال تواجدها في الأردن وتفرغت للتدريب والعمل الفدائي الذي شهد تصاعداً بعد النكسة عام 1967. اعتقلتها قوات الإحتلال الإسرائيلي عام 1968 أثناء عبورها جسر النبي أو الكرامة وعثرت بحوزتها على متفجرات وكانت في حينها حامل في الشهر الثاني. تعرضت لمحاولات إجهاض على يد محققي الإحتلال في سجن المسكوبية بالقدس، حيث قاموا بضربها على بطنها وتم تحريض السجينات الجنائيات الإسرائيليات المحتجزات معها عليها بهدف الضغط عليها والحصول منها على اعترافات، تم الحكم عليها بالسجن لمدة أربع سنوات، ومن ثم تم ابعادها إلى الأردن برفقة زوجها.
لم يمنعها الإبعاد عن مواصلة مسيرتها النضالية، حيث اكملت عملها الجماهيري في مخيم الوحدات لتصبح لاحقًا عضوًا في المجلس الوطني الفلسطيني عام 1977. وهي شقيقة الشهيد علي طه ابو اسنينة الذي كان قائد عملية اختطاف طائرة سابينا البلجيكية والتي نفذتها منظمة أيلول الأسود عام 1972.